# Nilus kolosvaryi
Nilus kolosvaryi là một loài nhện trong họ Pisauridae. Chúng được Lodovico di Caporiacco miêu tả năm 1947.